# Sidi Bouzid Est
La delegació o mutamadiyya de Sidi Bouzid Est (àrab: معتمدية سيدي بوزيد الشرقية, muʿtamadiyyat Sīdī Būzīd ax-Xarqiyya) és una delegació o mutamadiyya de Tunísia a la governació de Sidi Bouzid, formada per la part sud-est i nord-est de la ciutat de Sidi Bouzid i el territori en direcció a Faidh (uns 11 km a l'est) i Sidi Khélif (18 km al nord-est de la ciutat), fins a les muntanyes del Djebel Echrahil al nord-est i Debel Akrouta i Djebel Nara al nord. Tenia 45.490 habitants al cens del 2004.

## Administració
Com a delegació o mutamadiyya, duu el codi geogràfic 43 52 (ISO 3166-2:TN-12) i està dividida en dotze sectors o imades:
- El Ahouaz (43 52 51)
- Bennour (43 52 52)
- Faiedh (43 52 53)
- El Assouada (43 52 54)
- El Amra (43 52 55)
- El Makarem (43 52 56)
- El Makarem Est (43 52 57)
- El Okla (43 52 58)
- Aïn Rebaou (43 52 59)
- El Henia Abazid (43 52 60)
- Garet Hadid (43 52 61)
- Ezzitouna (43 52 62)

A nivell de municipalitats o baladiyyes, forma part de la municipalitat de Sidi Bouzid (codi geogràfic 43 11). Per un decret del 26 de maig de 2016, els sectors d'El Ahouaz, El Assouada, Ezzitouna, Garet Hadid i Aïn Rebaou van constituir una nova municipalitat, El Assouada (codi 43 23).